# Малиновка (Ачинский район)
Мали́новка — посёлок в Ачинском районе Красноярского края России. Административный центр Малиновского сельсовета.

## География
Находится примерно в 2 км к востоку от районного центра, города Ачинск, на высоте 289 метров над уровнем моря.

## Население
| 1989 | 2002  | 2010  |
| ---- | ----- | ----- |
| 3133 | ↘2864 | ↘2769 |

Гендерный состав
По данным Всероссийской переписи населения 2010 года 1180 мужчин и 1589 женщин из 2769 чел.

## Улицы
Уличная сеть посёлка состоит из 7 улиц.